# E-Gas
E-Gas的全名是E-Gas Monitoring Concept for Gasoline and Diesel Engine Control Units，是歐洲數家汽車公司聯合提出的功能安全軟體架構，最早是針對燃油車的引擎控制單元提出，後來也應用到其他的應用上。
E-Gas的軟體架構會分為三層，Layer 1是控制器的一般功能，Layer 2會根據Layer 1的輸出輸入信號，判斷Layer 1是否正常運作。Layer 3會確認Layer 2的程式執行流程是否正確，也透過記憶體檢查以及其他機制，確認Layer 2是否正常。
E-Gas內部會區分為功能控制器（functional controller）及監控控制器（Monitoring controller），Layer 1和Layer 2都在功能控制器內，Layer 3部份功能在功能控制器內，也有些功能會放在監控控制器中。監控控制器是外部的控制器，透過Watchdog等機制，確認系統是否正常運作。